# Battaglia di al-Musara
La battaglia di al-Musara fu una battaglia avvenuta tra l'Emiro Abd al-Rahman ibn Mu'awiya e Al-Andalus e che si concluse con la sconfitta dell'ultimo Wali (Yūsuf ibn ʿAbd al-Raḥmān al-Fihrī) e la vittoria dell'Emiro.